# Grevillea sarissa
Grevillea sarissa är en tvåhjärtbladig växtart. Grevillea sarissa ingår i släktet Grevillea och familjen Proteaceae.

## Underarter
Arten delas in i följande underarter:
- G. s. anfractifolia
- G. s. bicolor
- G. s. rectitepala
- G. s. sarissa
- G. s. succincta
- G. s. umbellifera